# Viva Las Vengeance
Viva Las Vengeance é o sétimo e último álbum de estúdio do projeto solo norte-americano de rock Panic! at the Disco, lançado em 19 de agosto de 2022, através das gravadoras Fueled by Ramen e Warner. Foi anunciado juntamente com o lançamento do primeiro single e da faixa-título "Viva Las Vengeance" em 1º de junho de 2022, e foi apoiado por uma turnê que começou na América do Norte no terceiro trimestre de 2022, e terminou na Europa e Reino Unido em Março de 2023. Em 24 de Janeiro de 2023, meses antes do fim da turnê, foi anunciado por Brendon Urie o término da banda em suas redes sociais, segundo o cantor o projeto foi encerrado para focar em sua família.

## Antecedentes
Em maio de 2022, um site chamado "Shut Up and Go to Bed" foi criado, sugerindo que novas canções do Panic! at the Disco seriam lançadas no mês seguinte. Isto foi seguido pelo anúncio do single "Viva Las Vengeance" em 29 de maio.
Brendon Urie chamou o álbum de "uma retrospectiva de quem eu era 17 anos atrás e quem eu sou agora com o carinho que eu não tinha antes. Eu não sabia que estava fazendo um álbum e havia algo sobre a máquina de fitas que me manteve honesto." O álbum também foi descrito como uma "jornada musical cinematográfica sobre a linha tênue entre aproveitar sua juventude, aproveitar o dia e se esgotar".

## Gravação
Urie gravou o álbum ao vivo em uma máquina de gravação de fitas de áudio com Jake Sinclair e Mike Viola em Los Angeles.
Viva Las Vengeance também inclui contribuições de Butch Walker, "que adiciona um som que mostra guitarras e acena para a sonoridade do [gênero] arena rock de décadas passadas, principalmente a década de 1970", como descrito pela Variety.

## Lista de faixas
| Lista de faixas de Viva Las Vengeance |                              |         |  |
| N.º                                   | Título                       | Duração |  |
| 1.                                    | "Viva Las Vengeance"         | 3:27    |  |
| 2.                                    | "Middle Of A Breakup"        | 3:20    |  |
| 3.                                    | "Don't Let the Light Go Out" | 3:49    |  |
| 4.                                    | "Local God"                  | 3:00    |  |
| 5.                                    | "Star Spangled Banger"       | 3:09    |  |
| 6.                                    | "God Killed Rock and Roll"   | 4:17    |  |
| 7.                                    | "Say It Louder"              | 3:30    |  |
| 8.                                    | "Sugar Soaker"               | 3:11    |  |
| 9.                                    | "Something About Maggie"     | 3:20    |  |
| 10.                                   | "Sad Clown"                  | 3:46    |  |
| 11.                                   | "All by Yourself"            | 4:18    |  |
| 12.                                   | "Do It to Death"             | 4:35    |  |